# Касомулис, Николаос
Николаос Касомулис (греч. Νικόλαος Κασομούλης; 1795—1872) — известный участник Освободительной войны Греции 1821—1829 годов, его «Дневник» и «Мемуары» имеют неоценимое значение для историков Греческой революции.

## Биография
Касомулис родился в селе Писодери, ном Флорина, провинция Македония, Греция.
Детские годы провёл в городе Сьятиста в номе Козани в провинции Македония, куда переселилась его семья по причине коммерческой деятельности отца.
В молодом возрасте Касомулис поселился в городе Сере, восточная Македония, чтобы расширить коммерческое дело отца. Здесь Касомулис был посвящён в Филики Этерия. В тайное общество Касомулис посвятил и многих членов своей семьи.
С началом Греческой революции 1821 года Касомулис воевал на горе Олимп под командованием военачальника Диамантис Николау и на полуострове Халкидики.
Отец Касомулиса погиб при осаде и разрушении турками города Науса (Иматия) в 1822 году.
С поражением Греческой революции в Македонии, Касомулис с отрядом жителей Сьятисты направился южнее, в провинцию Фессалия, где находился под командованием военачальников Николаос Стурнарос и Георгиос Караискакис.
29 июля 1825 года Касомулис вошёл в осаждённый Месолонгион, участвовал в его обороне и героическом прорыве его защитников, вместе со своими братьями Дмитрием и Георгием. Дмитрий погиб при прорыве.
Сам текст приказа защитникам к прорыву был составлен Касомулисом под диктовку епископа Иосиф (Рогон).
Касомулис выжил, оставив для потомков свой «Дневник», а затем «Мемуары».
Касомулис участвовал и в военных действиях города Пирей в 1827 году, отличившись в героической обороне «Стенки Сарделласа».
С воссозданием греческого государства, Касомулис занимал различные военные должности, как при правлении Иоанна Каподистрия, так и при короле Оттоне.
Касомулис участвовал в подавлении восстания в 1836 году, при котором погиб и его брат Георгий, служивший лейтенантом в правительственных войсках.
Поскольку Македония осталась вне пределов возрождённого греческого государства, Касомулис остался жить в Греческом королевстве, в городе Стилис в Фтиотиде, где и умер.

## Память
Писодери, где он родился и Сьятиста, где он провёл детские годы, были освобождены греческой армией только в 1912 году, в ходе Первой балканской войны, а Серре, где он провёл молодость — в 1913 году, после греческих побед над болгарами во Вторую балканскую войну.
Во всех этих городах и во многих других по всей Греции установлены памятники или бюсты Касомулису.
Нет ни одного серьёзного труда по Греческой революции, в которой бы не было ссылок на Касомулиса.

## Труды
- «Дневник»
- «Военные мемуары»